# Schefflera capuroniana
Schefflera capuroniana är en araliaväxtart som först beskrevs av Luciano Bernardi, och fick sitt nu gällande namn av Luciano Bernardi. Schefflera capuroniana ingår i släktet Schefflera och familjen araliaväxter. Inga underarter finns listade.